# 헤이즈버러 발자국 유적

플라이스토세 초기 80만 년 전 즈음 헤이즈버러의 위치를 보여주는 지도

헤이즈버러 발자국 유적(Happisburgh footprints)은 플라이스토세 초기로 거슬러 올라가는 발자국 유적이다. 2013년 5월, 잉글랜드 동쪽 노퍽주에 위치한 헤이즈버러에서 추가적으로 발자국이 발굴됐다. 해안가 충적층에서 발견됐으며 그 연원은 80만 년 전으로 거슬러 올라간다.
연구결과가 2014년 2월 7일에 발표되었고 그 연원이 밝혀지면서 아프리카 대륙 외에서 발견된 호미닌(현재 혹은 과거에 사라진 인류) 발자국이 됐다. 헤이즈버러의 유적이 발굴되기 전에는 웨일스 남부에 있는 Uskmouth의 것이 가장 오래된 것이었다.